# 謝佳賢
謝 佳賢（シェ・ジャーシェン、1976年4月8日 − ）は、台湾の花蓮県出身の元プロ野球選手（外野手）。左投左打。

## 経歴
両親の片方はアミ族。
1998年に台湾職業棒球大聯盟（TML）の台中金剛に入団。
2002年にはチームを優勝に導きMVPに輝く。オフの10月に開催された釜山アジア競技大会の野球チャイニーズタイペイ代表に選出された。同大会では準優勝を果たした。
2003年にTMLが中華職業棒球聯盟（CPBL）と合併したため所属する野球リーグが変更、台中金剛と嘉南勇士の合併によって生まれた誠泰太陽（のちの米迪亜ティー・レックス）で引き続きプレー。
2004年8月に開催されたアテネオリンピックの野球チャイニーズタイペイ代表に選出された。
2005年、最多本塁打と最多打点の二冠を獲得する。
2006年開幕前の3月に開催された第1回ワールド・ベースボール・クラシック(WBC)のチャイニーズタイペイ代表に選出された。オフの11月から12月にかけて開催されたドーハアジア競技大会の野球チャイニーズタイペイ代表に選出された。同大会では優勝を果たした。
2009年、米迪亜の解散に伴い、興農ブルズに移籍。
2010年に発覚した台湾球界全体を巻き込む八百長事件で、興農を解雇された。

## プレースタイル
本塁打王、打点王経験を持つ、台湾球界最高の左のスラッガー。
誠泰では4番打者、代表でも中軸を打った。
かつて肩の故障で野手に転向した経緯があり、肩は標準以上。しかし、守備範囲は平均レベルでセンターとしてはあまり広くないが、外野守備は無難にこなす。一塁守備は堅実で送球処理が得意でありゴールデングラブ賞も受賞している。

## 詳細情報

### 年度別打撃成績
| 年 度     | 球 団     | 試 合 | 打 席 | 打 数 | 得 点 | 安 打 | 二 塁 打 | 三 塁 打 | 本 塁 打 | 塁 打 | 打 点 | 盗 塁 | 盗 塁 死 | 犠 打 | 犠 飛 | 四 球 | 敬 遠 | 死 球 | 三 振 | 併 殺 打 | 打 率 | 出 塁 率 | 長 打 率 | O P S |
| --------- | --------- | ----- | ----- | ----- | ----- | ----- | -------- | -------- | -------- | ----- | ----- | ----- | -------- | ----- | ----- | ----- | ----- | ----- | ----- | -------- | ----- | -------- | -------- | ----- |
| 2003      | 誠泰      | 100   | 426   | 356   | 50    | 95    | 23       | 1        | 18       | 174   | 59    | 2     | 2        | 1     | 2     | 60    | 6     | 1     | 91    | 11       | .267  | .381     | .489     | .870  |
| 2004      | 誠泰      | 100   | 431   | 362   | 67    | 103   | 24       | 5        | 17       | 188   | 67    | 13    | 3        | 0     | 4     | 58    | 2     | 5     | 91    | 1        | .285  | .39      | .519     | .909  |
| 2005      | 誠泰      | 101   | 440   | 348   | 76    | 99    | 27       | 0        | 23       | 195   | 74    | 9     | 3        | 0     | 5     | 77    | 3     | 7     | 99    | 5        | .284  | .423     | .560     | .983  |
| 2006      | 誠泰      | 100   | 426   | 370   | 61    | 95    | 20       | 0        | 19       | 172   | 61    | 11    | 1        | 0     | 3     | 46    | 3     | 4     | 83    | 9        | .257  | .347     | .465     | .812  |
| 2007      | 誠泰      | 95    | 425   | 372   | 84    | 131   | 32       | 2        | 19       | 224   | 79    | 5     | 0        | 0     | 5     | 41    | 1     | 6     | 80    | 11       | .352  | .421     | .602     | 1.023 |
| 2008      | 米迪亜    | 71    | 302   | 264   | 51    | 76    | 7        | 0        | 17       | 134   | 53    | 4     | 1        | 0     | 1     | 34    | 3     | 0     | 76    | 3        | .288  | .374     | .508     | .882  |
| 2009      | 興農      | 98    | 380   | 310   | 76    | 87    | 16       | 0        | 14       | 145   | 51    | 5     | 1        | 0     | 1     | 65    | 2     | 2     | 65    | 6        | .281  | .411     | .468     | .879  |
| 通算：7年 | 通算：7年 | 665   | 2830  | 2382  | 465   | 686   | 149      | 8        | 127      | 1232  | 444   | 49    | 11       | 1     | 21    | 381   | 20    | 25    | 585   | 46       | .288  | .393     | .517     | .910  |

- 各年度の赤太字はリーグ歴代最高、太字はリーグ最高

### タイトル
- 本塁打王：1回 （2005年）
- 打点王：1回 （2005年）

### 表彰
- ベストナイン：4回 （2003年 - 2005年、2007年）
- ゴールデングラブ賞：2回 （2004年、2005年）

### 背番号
- 55 （1998年 - 2009年）

### 代表歴
- 2003年アジア競技大会野球チャイニーズタイペイ代表
- 2004年アテネオリンピック野球チャイニーズタイペイ代表
- 2006 ワールド・ベースボール・クラシック・チャイニーズタイペイ代表
- 2006年アジア競技大会野球チャイニーズタイペイ代表